# کورت بولندر
هاینتس کورت بولندر (۲۱ مه ۱۹۱۲–۱۰ اکتبر ۱۹۶۶) یک گروهبان اس‌اس در دوران آلمان نازی بود. در سال ۱۹۴۲، او در اتاق‌های گاز در اردوگاه مرگ سوبیبور کار می‌کرد، و در عملیات راینهارد در نسل‌کشی علیه یهودیان و مردم کولی شرکت داشت. پس از جنگ، بولندر در سال ۱۹۶۱ در حالی که با هویت دروغین به عنوان دربان در یک کلوپ شبانه در آلمان کار می‌کرد، شناخته شد و سپس در سال ۱۹۶۵ متهم شد که کمینه ۳۶۰ زندانی یهودی را به قتل رسانده و در قتل ۸۶۰۰۰ تن دیگر در سوبیبور کمک کرده‌است. او دو ماه پیش از پایان محاکمه در زندان خودکشی کرد.